# 79 (عدد)
79 (وتسعة وسبعون) هو عدد طبيعي يلي العدد 78 ويسبق العدد 80.